# Борис (Добрев)
Епи́скоп Бори́с (в миру Васи́л Ива́нов До́брев; род. 10 марта 1953, Русе) — епископ Болгарской Православной Церкви на покое, епископ Агафоникийский.

## Биография
Родился 10 марта 1953 года в городе Русе (Рущук), расположенном на берегу Дуная в Болгарии.
Получил образование в духовных школах Софии — духовной семинарии святого Иоанна Рильского и Софийской духовной академии.
С 1 февраля 1983 года до осени 1991 года преподавал в Софийской духовной семинарии.
30 октября 1989 года был пострижен в монашество в Петропавловском монастыре в селе Златар.
9 ноября 1989 года был рукоположён в сан иеродиакона в храме святого архангела Михаила в городе Преслав, а 24 декабря того же года в церкви святителя Николая в Варне — в сан иеромонаха.
Служил на приходах в селах Белиш и Калейца Ловечской епархии Болгарской Православной Церкви.
1 июля 1991 года решением Священного Синода Болгарской Православной Церкви назначен настоятелем Болгарского подворья в Москве при Храме Успения Пресвятой Богородицы в Гончарах.
18 августа 1994 года возведён в сан архимандрита.
С 1 ноября 2001 года — главный секретарь Священного Синода Болгарского Патриархата и настоятель патриаршего храма-памятника святого благоверного князя Александра Невского в Софии.
15 января 2004 года назначен игуменом ставропигиального Бачковского монастыря.

### Архиерейство
27 февраля 2008 года решением Священного Синода Болгарской Церкви определён быть викарным епископом с титулом Агафоникийский.
22 марта того же года в Успенской церкви Бачковского монастыря состоялась хиротония архимандрита Бориса в викарного епископа Агафоникийского, с оставлением его настоятелем Бачковской обители. Хиротонию совершили митрополиты Сливенский Иоанникий (Неделчев), Врачанский Каллиник (Александров), Видинский Дометиан (Топузлиев), Варненский и Великопреславский Кирилл (Ковачев), Русенский Неофит (Димитров), Плевенский Игнатий (Димов), Пловдивский Николай (Севастиянов) и епископ Величский Сионий (Радев).
В 2011 году из-за его отказа погасить свои долги перед телефонной компанией были отключены мобильные телефоны всех иерархов Болгарского Синода и Патриарха Максима.
В январе 2014 года Священный Синод Болгарской православной церкви, рассмотрев жалобы на епископа Бориса, запретил епископу Борису совершать священнослужение до вынесения окончательного решения. 19 февраля Синод Болгарской Православной Церкви разрешил возбудить против него церковно-судебное расследование и в тот же день отстранил от управления монастырём. До окончания расследования он должен пребывать на послушании в Рильском монастыре. Также его имя исключено из списков епископов-кандидатов на митрополичьи кафедры.